# Olorun
Olorun eller Olodumare är den högste guden i mytologin hos yorubafolket i Nigeria i Västafrika.
Olorun beskrivs som allvetande och allsmäktig: Herre över universum.